# Copa Príncep de la Corona kuwaitiana de futbol
La Copa Príncep de la Corona kuwaitiana de futbol és una competició de futbol per eliminatòries a Kuwait organitzada per la Kuwait Football Association. La primera edició es va celebrar el 1994.

## Historial
Font:
- 1994: Kuwait SC
- 1995: Kazma SC
- 1996: Al Arabi SC
- 1997: Al Arabi SC
- 1998: Qadsia SC
- 1999: Al Arabi SC
- 2000: Al Arabi SC
- 2001: Al-Salmiya SC
- 2002: Qadsia SC
- 2003: Kuwait SC 3-0 Al Arabi SC
- 2004: Qadsia SC 2-1 Kuwait SC
- 2005: Qadsia SC 1-1 Kuwait SC (3-1 pen)
- 2006: Qadsia SC 2-2 Kuwait SC (3-2 pen)
- 2007: Al Arabi SC 1-0 Kazma SC
- 2008: Kuwait SC 1-0 AET Qadsia SC
- 2009: Al Qadisiya Kuwait 1-1 Kuwait SC (5-3 pen)
- 2010: Kuwait SC 2-2 (3-2 pens) Al Arabi SC
- 2011: Kuwait SC 2-1 Khaitan SC
- 2012: Al Arabi SC 0-0 (4-1 pens) Qadsia SC
- 2013: Qadsia SC 3-1 Al Arabi SC
- 2014: Qadsia SC 2-1 Al Arabi SC
- 2014-15:  Al-Arabi SC 4-2 Kuwait SC (a.e.t)
- 2015-16: Al-Salmiya SC 1-0 Kuwait SC
- 2016-17: Kuwait SC 0-0 (5-3 pens.) Qadsia SC
- 2017-18: Qadsia SC 1-1 (6-5 pens.) Kuwait SC
- 2018-19: Kuwait SC 1-0 Qadsia SC
- 2019-20: Kuwait SC 0-0 (3-2 pens.) Al Arabi SC
- 2020-21: Kuwait SC 2-1 Qadsia SC